# Нела Єржишник
Нела Єржишник — псевдонім відомої хорватської та югославської акторки, справжнє ім'я якої Невенка Марас.

## Творчий та життєвий шлях
Народилася 18 червня 1924 року в місті Баня-Лука. В одинадцятирічному віці разом з сім'єю оселяється в Загребі, де навчається в Горнійградській гімназії. Отримати акторський фах змогла лише після Другої світової війни, коли 1948 року закінчила Земельну акторську школу.
Акторську кар'єру розпочала на театральній сцені, де отримала першу популярність після виконання ролі у виставі «Лісістрат», а також завдяки чудовій грі в комедійній постановці «Пані міністерка».
З 1953 року Єржишник повністю присвячує себе кіноматографу. Серед фільмів, в яких зіграла акторка такі картини, як: «Синя чайка», «Тільки люди», «Господар свого тіла», «Сигнали над містом» та «Береза».
Проте, найбільшу популярність їй принесла програма на Телерадіокомпанії Загреба, де від імені героїні Маріци Грдало акторка в комічній формі коментувала події, що відбувалися як в країні, так і за її межами.
Програма мала багато прихильників в Союзній федеративній республіці Югославія, зокрема серед її прихильників був і Йосип Броз Тіто, над яким часто насміхалися в передачі. Виконанню Нели Єржишник також симпатизував Франьо Туджман, відомий хорватський дисидент та політичний діяч.
На початку 2000, привернула увагу своїм відкритим листом до свого колеги та друга Мілорада Петровик-Чкалья, що на той час був звичайним пенсіонером Белграду, про те наскільки важким та убогим є життя колишньої зірки Югославії.
В 2003 році видала власну книгу під назвою «Три мої життя».
14 серпня 2007 року відома акторка та комік померла.